# Milibar
O milibar (mbar) é uma unidade de pressão equivalente a uma milésima parte do bar, um bar tanto faz a 1000 (mil) milibares.
Outra divisão do bar menos usada é a baria, que é a milionésima parte de um bar. Portanto 1 milibar = 1000 barias.
O milibar usa-se com frequência, por exemplo nos noticiários dos meios de comunicação, para assinalar a pressão atmosférica. No entanto, progressivamente está a impor-se o hectopascal (hPa) como unidade de medida da pressão, especialmente nos dispositivos e medidas contribuídas pelas estações meteorológicas.
Um milibar tem exactamente o mesmo valor que um hectopascal, por isso o uso de ambas unidades é intercambiável. (1 mbar = 1 hPa), múltiplo (×100) do pascal.
O uso do bar e o milibar para indicar medidas de pressão tem ido diminuindo desde que, em 1971, o Sistema Internacional adoptou como unidade de pressão o pascal (Pa), que é equivalente a uma força total de um newton actuando uniformemente numa superfície de um metro quadrado. Anteriormente no SE a pressão indicava-se simplesmente em N/m².
A pressão atmosférica média é de 1013 milibares, mas costuma-se arrendondar a 1015 ou 1016 mbar. Não confundir com a unidade de medida atmosfera regular (atm), que se conveio fixar em exactamente 1013,25 mbar.
Quando a pressão atmosférica é superior a 1013 milibares temos uma alta pressão ou anticiclone.
Quando a pressão atmosférica é inferior a 1013 milibares, pelo contrário, se diz que temos baixa pressão, borrasca ou ciclone.

## Unidades de pressão
|        | pascal (Pa) | bar (bar)      | milibar (mbar) | atmosfera técnica (at) | atmosfera (atm) | torr (Torr)      | libra-força por polegada quadrada (psi) |
| ------ | ----------- | -------------- | -------------- | ---------------------- | --------------- | ---------------- | --------------------------------------- |
| 1 Pa   | ≡ 1 N/m2    | 10−5           | 10−2           | 1,0197×10−5            | 9,8692×10−6     | 7,5006×10−3      | 145,04×10−6                             |
| 1 bar  | 100000      | ≡ 106 Dina/cm2 | 103            | 1,0197                 | 0,98692         | 750,06           | 14,5037744                              |
| 1 mbar | 100         | 10−3           | ≡ hPa          | 0,0010197              | 0,00098692      | 0,75006          | 0,0145037744                            |
| 1 at   | 98.066,5    | 0,980665       | 980,665        | ≡ 1 kgf/cm²            | 0,96784         | 735,56           | 14,223                                  |
| 1 atm  | 101.325     | 1,01325        | 1.013,25       | 1,0332                 | ≡ 1 atm         | 760              | 14,696                                  |
| 1 torr | 133,322     | 1,3332×10−3    | 1,3332         | 1,3595×10−3            | 1,3158×10−3     | ≡ 1 Torr; ≈ mmHg | 19,337×10−3                             |
| 1 psi  | 6,894×103   | 68,948×10−3    | 68,948         | 70,307×10−3            | 68,046×10−3     | 51,715           | ≡ 1 lbf/in2                             |

Exemplo:  1 Pa = 1 N/m2  = 10−5 bar  = 10−2 mbar  = 10.197×10−6 at  = 9.8692×10−6 atm, etc.
Nota:  As siglas PSI procedem de "Pound-force per Square Inch" = "libra-força por polegada quadrada".

## Algumas equivalências
- Um milibar equivale a 0,75006 mm de Mercúrio, mmHg, (outra unidade frequentemente usada para medir a pressão, por exemplo a pressão sistólica ou diastólica de uma pessoa).
- Um milibar, num barómetro de Torricelli, equivaleria aprox. a 0,75 mm Hg de altura, (0,7500616 mm Hg). Se tratasse-se de um bar, o Mercúrio no barómetro ascenderia a 750,06 mm Hg.
- Um milibar tanto faz à pressão de algo mais de uma grama, (1,0197 g) por cm². A pressão de um bar tanto faz à pressão de 1,0197 kg/cm². Isto é, num barómetro de Torricelli, que fora desenhado com uma secção útil de 1 cm² na base, (e em condições de gravidade regular), o fluído teria um peso ligeiramente superior a 1 kg: 1019,7 g.
- Uma atmosfera regular (atm) de pressão são exactamente 1013,25 milibares ou hPa, e supõe 760 mm Hg no barómetro. Equilibrar-se-ia com o peso de aproximadamente 1033,227 g de Mercúrio, (num dispositivo com uma secção útil de 1 cm² e com valor da gravidade regular), dado que equivale a 1,033227 kg/cm² de pressão.
- Com um valor diferente da atmosfera regular (atm), também existe o chamada atmosfera técnica, (at), ≡ 1 kgf/cm², (1 kilogramo força por cm²). Uma atm = 1,0332 at. Um bar tanto faz 1,0197 at. 1 at tanto faz a 980,665 mbares ou hPa .